# Christian Brügmann
Christian Brügmann Schröder (Meggerdorf, Ducado de Schleswig, hoy estado federado de Schleswig-Holstein en Alemania; 27 de noviembre de 1855-Parral, Chile; 10 de septiembre de 1919) fue un enólogo alemán que contribuyó a sentar las bases de industria vitivinícola de Chile.

## Biografía
Hijo de Hans Brügmann Jürgensen y de Margaretha Elisabeth Schröder Stäcker, dejó su país en 1880 y viajó a Chile para asesorar como enólogo en la producción en algunas de las incipientes viñas chilenas.
Se casó el 18 de agosto de 1890 con Ana Luisa Ibarra Fernández, hija de Leonor Ibarra Gamboa y Jesús Fernández, conocidos vecinos de San Esteban, comuna de Los Andes.
La pareja se estableció en la ciudad de Parral, en la localidad de El Copihue, donde instaló un molino y un aserradero. Su cercanía al oficio de los vinos lo hizo aventurarse en la producción de cerveza, figurando en el censo de la comunidad alemana en Chile de 1917 como un importante cervecero de la zona.